# موسى حجازين
موسى جزاع موسى حجازين (2 فبراير 1955 -) مُمثل كوميدي أردني بارز، ولِد في قرية السماكية بمدينة الكرك. إشتُهر بتمثيله الكوميديا الساخرة بدَّور سُمعة وأبو صقر، وشارك بالعَديد من المسرحيات والمسلسلات الكوميدية.

## المسيرة الفنّية
بدأت موهبة حجازين في التمثيل منذ الطفولة، لكن لم يجد طريقًا لدراسة التمثيل؛ فاتجه لدراسة الموسيقى. إجتاز امتحان القدرات في وزارة التربية والتعليم ليسافر إلى مصر لدراسة الموسيقى بمعية سحر العوران وفتحي عبده موسى وهناك في جامعة حلوان تتلمذ على يد أحمد فؤاد حسن قائد الفرقة الماسية وعاد بعد 5 سنوات بشهادة التربية الموسيقية وعمل مدرسًا للموسيقى في المدارس الأرثوذكسية.
كان أول ظهور لحجازين في مُسلسل حارة أبو عواد (الجزء الثاني) بدور قهوجي بشخصية «سُمعة». ثم في مُسلسل الشريكان ثم في مسلسل العلم نور. يتخَصص حجازين بالكوميديا الساخرة بمسرحياته التي تُجسد الواقع السِياسي والاجتماعي.
كما إشتُهر موسى حجازين بشخصية «أبو صقر» وهي شخصية إنسان مُكافح مُتقاعد من الجيش ويتصرف مع الآخرين بإسلوبٍ عسكري مُضحك وإنساني.

## من أعماله
- مسلسل حارة أبو عواد.
- مسلسل العلم نور.
- مسلسل الشريكان.
- مسلسل لا تجيبوا سيرة.
- مسرحية شي غاد.
- مسرحية زمان الشقلبة.
- مسرحية سمعة في أمريكا.
- مسرحية حاضر سيدي.
- مسرحية ابتسم أنت عربي.
- مسرحية هاي مواطن.
- مسرحية هاي أميريكا.
- مسرحية إلى من يهمه الأمر.
- مسرحية مواطن حسب الطلب.
- برنامج لا تجيبوا سيرة.
- مسرحية الآن فهمتكم.

## نشاطاته
الفنان موسى حجازين ليس ممثلا فحسب فقد كان عضوا في فرقة الفحيص للفنون الشعبية. وهو عازف بارع على آلة العود، ويُغنّي بصوت جميل يميل إلى الحزن.
نال وسام الاستقلال من الدرجة الثالثة، تقديراً لجهوده المتميزة في رفد الحركة الفنّية الأردنية بالأعمال المسرحية والتلفزيونية التي تعكس واقع المُجتمع الأردني.